# Alton (New Hampshire)
Alton è un comune degli Stati Uniti d'America facente parte della contea di Belknap nello stato del New Hampshire.